# Enrique Iparraguirre García
Enrique Iparraguirre García (Hondarribia, Guipúscoa, 1946) és un advocat i polític socialista basc, senador per Guipúscoa en la legislatura constituent.
Va estudiar batxillerat al col·legi del Pilar de Madrid. En 1968 llicenciat en Dret a Madrid i en 1969 llicenciat en l'Escola Oficial de Periodisme de Madrid. Ha escrit per ABC en la secció de política internacional de 1969 a 1970. Ha estat corresponsal de Cuadernos para el Diálogo i d'Euskadi Socialista. Va fundar la primera Assessoria Laboral destinada a la defensa dels treballadors. També és periodista i assessor laboral. Va ingressar en el PSOE i en la UGT en 1971. En 1976 va entrar a formar part del Comitè Provincial del PSOE a Guipúscoa i l'any següent va ser triat membre de la Secretaria de Premsa de la Comissió Executiva del PSOE d'Euskadi. A les eleccions generals espanyoles de 1977 fou escollit senador per Guipúscoa pel Front Autonòmic.